# Matimba (Sektor)
Matimba (Kinyarwanda Umurenge wa Matimba) ist ein Sektor des Distrikts Nyagatare im Norden der Ostprovinz von Ruanda.

## Geographie
Matimba liegt im äußersten Nordosten Ruandas, an der Grenze zu Uganda im Norden und zu Tansania im Osten. Der Sektor Matimba hat eine Fläche von 79,3 km². Er setzt sich aus den acht Zellen Bwera, Byimana, Cyembogo, Kagitumba, Kanyonza, Matimba, Nyabwishongwezi und Rwentanga zusammen. Nachbarsektoren sind im Süden Rwimiyaga, im Südwesten Rwempasha und im Westen Musheri. Entlang der Nordgrenze von Matimba verläuft der Muvumba und mündet in den Kagera-Nil, der entlang der Ostgrenze Richtung Norden fließt. Auf der tansanischen Seite liegt der Ibanda-Kyerwa-Nationalpark.

## Bevölkerung
Nach Stand der Volkszählung von 2022 liegt die Einwohnerzahl bei 28.487. Zehn Jahre zuvor waren es 23.704, was einem jährlichen Bevölkerungszuwachs von 1,9 Prozent zwischen 2012 und 2022 entspricht.

## Verkehr
Durch den Sektor verläuft etwa in Nordost-Südwest-Richtung die Nationalstraße 24 sowie in Ost-West-Richtung eine District Road durch den Norden des Sektors. Beide asphaltierten Straßen treffen im Grenzort Kagitumba aufeinander.